# Michel Duc Goninaz
Michel Duc Goninaz (París, 6 de setembre de 1933 - 26 de març de 2016) va ser un lingüista francès. Va ser el principal revisor del diccionari La Plena Ilustrita Vortaro de Esperanto.
Va tenir un paper en la pel·lícula en la llengua auxiliar internacional esperanto Angoroj (1964). El 1971 va compilar el Vocabulaire Espéranto (Laŭtema esperanta franca vortareto), un diccionari temàtic francès-esperanto (2a edició, 1990), i va adaptar l'obra d'Alexander Pushkin El Convidat de Pedra a l'esperanto com La Ŝtona Gasto. També ha traduït a l'esperanto L'estrany d'Albert Camus i Història d'un Somni d'Arthur Schnitzler. Ha estat durant molts anys professor a la Universitat de Provence (Aix-Marseille). Actualment forma part de l'Acadèmia Internacional de Ciències de San Marino i és columnista habitual de la revista Monato.
El 2002, ell i Claude Roux van actualitzar i revisar La Plena Ilustrita Vortaro de Esperanto, un diccionari de referència monolingüe redactat per Gaston Waringhien i publicat per primer cop el 1976. Per aquest motiu, la revista La Ondo de Esperanto el va escollir Esperantista de l'Any. El 2005 en va aparèixer una altra edició revisada, amb l'ajut de Bertilo Wennergren.

## Obres
- 1979. "Esperanto en Perspektivo: Faktoj kaj analizoj pri la internacia lingvo" ("Esperanto Dins perspectiva: Fets i anàlisis sobre la Llengua Internacional", Ivo Lapenna, Ulrich Lins, Tazio Carlevaro: Compte-rendu) LPLP, 3:1, 40–45.
- 1983 (amb Denis Creissels). "Les langues d'U.R.S.S.: Aspectes linguistiques et sociolinguistiques" a LPLP, 7:2, 198 ff.
- 2000. "L'espérantologie en revue (2)" a LPLP, 24:2, 197–200.
- 2005. La Plena Ilustrita Vortaro de Esperanto. Paris: Sennacieca Asocio Tutmonda, 1265 pp. ISBN  2-9502432-8-2.